# Bartomeu Blanch i Castells
Bartomeu Blanch i Castells (* 30. November 1816 in Monistrol de Montserrat; † 1890 in Buenos Aires) war ein katalanischer Organist, Violinist, Kapellmeister und Komponist der Romantik.

## Leben und Werk
Mit acht Jahren trat Bartomeu Blanch in die Escolania de Montserrat ein und wurde Musikschüler der Pater Jacint Boada und Benet Brell.
Mit sechzehn Jahren erhielt auf Basis eines Besetzungswettbewerbes die Organistenstelle in Cardona. Er wirkte 1850 als Kapellmeister in der Gemeinde Santa Eulàlia von Berga und in der Kirchengemeinde Sant Esperit von Terrassa. Von 1857 bis 1865 wurde er Leiter der Escolania de Montserrat, wo er selbst ausgebildet worden war. Trotz mangelnder Ressourcen und Personal für den Chor füllte er diese pädagogische Aufgabe sehr gut aus und brachte fähige Musiker hervor.
1864 siedelte er zunächst nach Kuba und später nach Buenos Aires um, wo sein Sohn als Arzt Leiter eines Krankenhauses wurde. Über Bartomeu Blanchs musikalischen Aktivitäten in Mittel- und Südamerika ist wenig bekannt. Er starb an den Folgen einer Schussverletzung durch einen Querschläger bei einer Revolte in der argentinischen Hauptstadt.
Bartomeu Blanch hinterließ ein beträchtliches musikalisches Werk. Neben eigenen Kompositionen hatte er Kopien und Restaurierungen von Werken anderer Komponisten wie Narcís Casanoves, Joan Cererols und Benet Julià angefertigt. Auf diese Weise blieben manche Werke erhalten, deren Originale 1811 in Montserrat durch napoleonische Truppen vernichtet wurden. Er schuf Sinfonien, eine Messe, zwei Requien und zahlreiche andere religiöse Stücke. Erhalten geblieben sind auch Lehrstücke für verschiedene Instrumente wie Violine, Flöte und Orgel.